# Waltersdorf (Niederer Fläming)
Waltersdorf ist ein Ortsteil der Gemeinde Niederer Fläming im Landkreis Teltow-Fläming in Brandenburg. Der Ort gehört dem Amt Dahme/Mark an und war bis zum 31. Dezember 1997 eine eigenständige Gemeinde.

## Lage
Waltersdorf liegt 17 Kilometer Luftlinie südöstlich von Jüterbog im Fläming. Die Gemarkung Waltersdorfs grenzt im Norden an Schlenzer, im Nordosten an Niebendorf-Heinsdorf, einen Ortsteil der Stadt Dahme/Mark, im Osten und Süden an Hohenseefeld, im Westen an Nonnendorf sowie im Nordwesten an Sernow. Nördlich von Waltersdorf liegt das Waldgebiet Waltersdorfer Heide. In Waltersdorf beginnt der Ihlower Graben.
Waltersdorf liegt an einer Gemeindestraße, die etwa zwei Kilometer westlich von der Bundesstraße 102 abzweigt.

## Geschichte
Das Angerdorf Waltersdorf wurde erstmals im Jahr 1183, nach anderen Quellen 1342, urkundlich erwähnt. Der Ortsname ist vermutlich von dem Personennamen Walter abgeleitet. Ursprünglich war Waltersdorf eine slawische Ortsgründung, später wurde das Dorf von den Flamen neu besiedelt und erhielt bereits 1342 seinen heutigen Namen. Die Besitzrechte in Waltersdorf wechselten im Verlauf der Zeit häufig. Zunächst war Waltersdorf in Pfandbesitz der Brüder von Schlieben, die es im Jahr 1441 an die Standesherrschaft Baruth verkauften. Ab 1529 gehörte der Ort als Vorwerk zu Niebendorf. Nach dem Wiener Kongress war Waltersdorf eine Gemeinde im damals neu gegründeten Landkreis Jüterbog-Luckenwalde. 1841 hatte Waltersdorf 142 Einwohner. Die Kirche des Ortes war ein Filial zur Kirchengemeinde Heinsdorf.
Im Juli 1952 wurde der inzwischen umbenannte Landkreis Luckenwalde aufgelöst und Waltersdorf ein Teil des Kreises Jüterbog im DDR-Bezirk Potsdam. Nach der Wende und der brandenburgischen Kreisreform 1993 gehörte die Gemeinde zum Landkreis Teltow-Fläming. Am 31. Dezember 1997 schlossen sich Waltersdorf und 13 weitere Gemeinden zu der Gemeinde Niederer Fläming zusammen, die seit dem 1. Januar 2018 vom Amt Dahme/Mark verwaltet wird.

## Sehenswürdigkeiten
Die Dorfkirche Waltersdorf ist ein rechteckiger Saalbau aus Feldstein, der im 15. Jahrhundert erbaut wurde. Die Fenster wurden im 18. Jahrhundert vergrößert, die barocke Ausstattung stammt weitestgehend ebenfalls aus der Zeit und wurde Anfang der 1960er-Jahre saniert.

## Einwohnerentwicklung
| Jahr      | 1875 | 1890 | 1925 | 1933 | 1939 | 1946 | 1950 | 1964 | 1971 | 1981 | 1989 | 1996 |
| Einwohner | 160  | 190  | 220  | 201  | 195  | 290  | 276  | 209  | 215  | 178  | 146  | 135  |

Gebietsstand des jeweiligen Jahres